# Чете, Дьёрдь
Дьёрдь Че́те (венг. Csete György; 5 ноября 1937, Сентеш — 28 июня 2016, Будапешт) — венгерский архитектор, представитель органической архитектуры. Народный художник Венгрии. Лауреат Национальной премии имени Ко́шута (1997).

## Биография
В 1961 году окончил Будапештский университет технологии и экономики. Преподавал в Печском, Будапештском и Инсбрукском университетах. Наряду с Имре Маковцем считается главным представителем постмодернизма в архитектуре Венгрии.
Творчество Д. Чете получило всемирное признание в 1970-80-е годы. Дьёрдь Чете — автор ряда проектов в венгерской органической архитектуре. Состоял в Союзе архитекторов Венгрии и выступил одним из основателей Венгерской академии изобразительных искусств. За свою работу удостоен множества наград. Похоронен на кладбище Фаркашрети.

## Награды
- Венгерская художественная премия (1990)
- Премия имени Миклоша Ибля (1992)
- Премия имени Кошута (1997)
- Премия венгерского наследия (1999)
- Prima Primissima Prize (2005)
- Золотая медаль Венгерской Академии художеств (2010)
- Командор со звездой ордена Заслуг (2010)
- Народный художник Венгрии (2014).

## Избранные работы

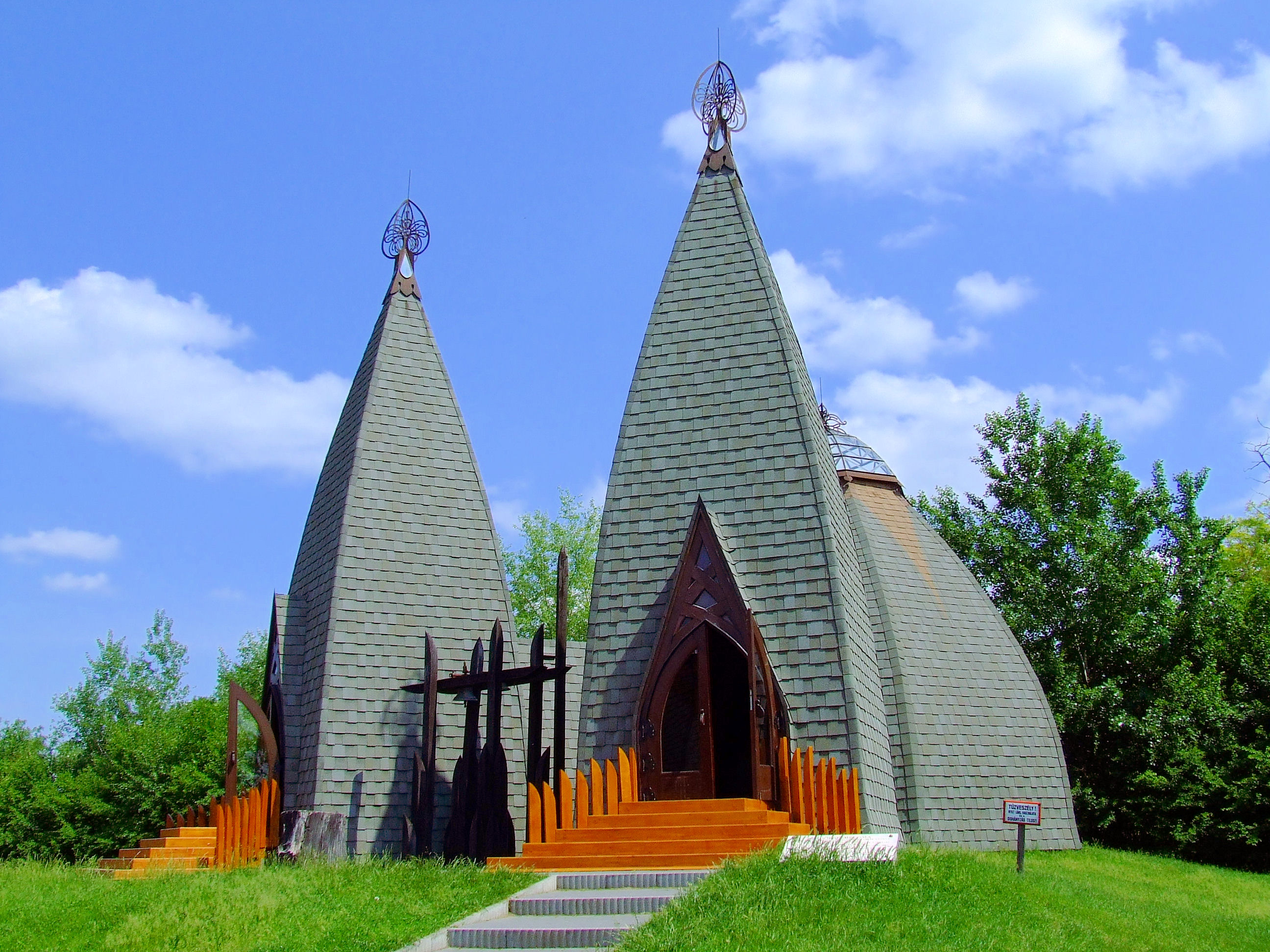
Лесная церковь (1992)
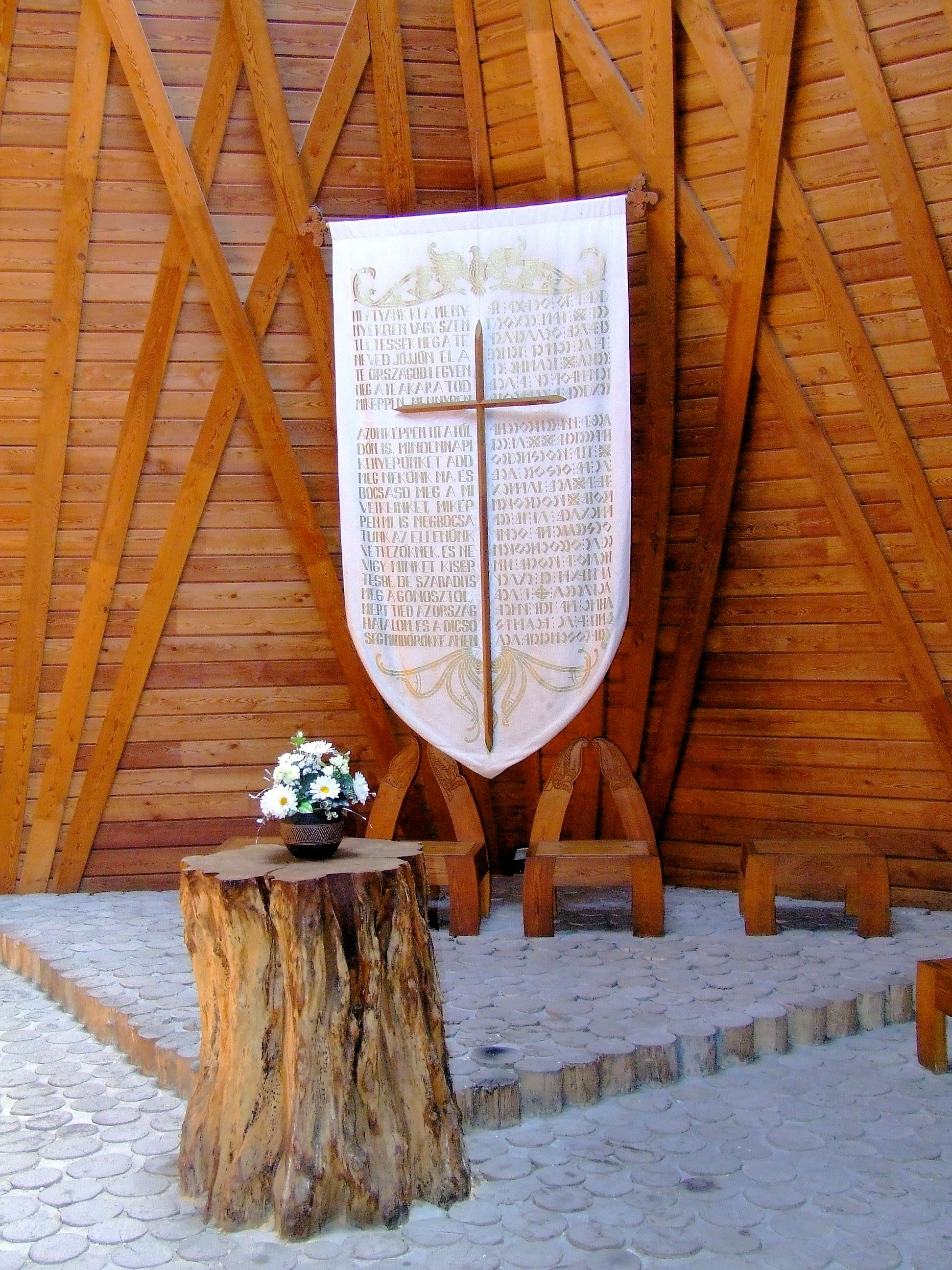
Интерьер лесной церкви (1992)
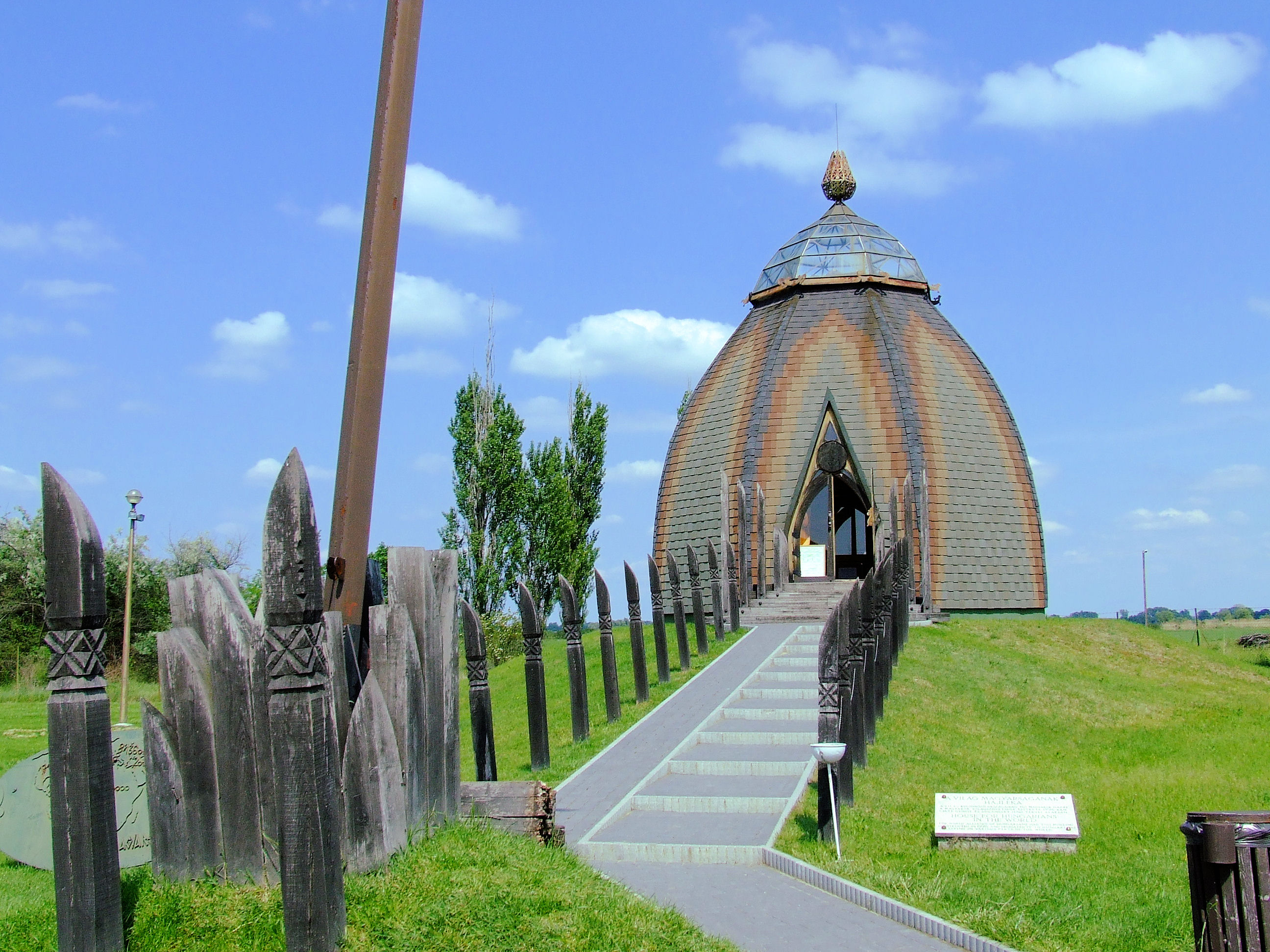
Венгерский дом (2007)
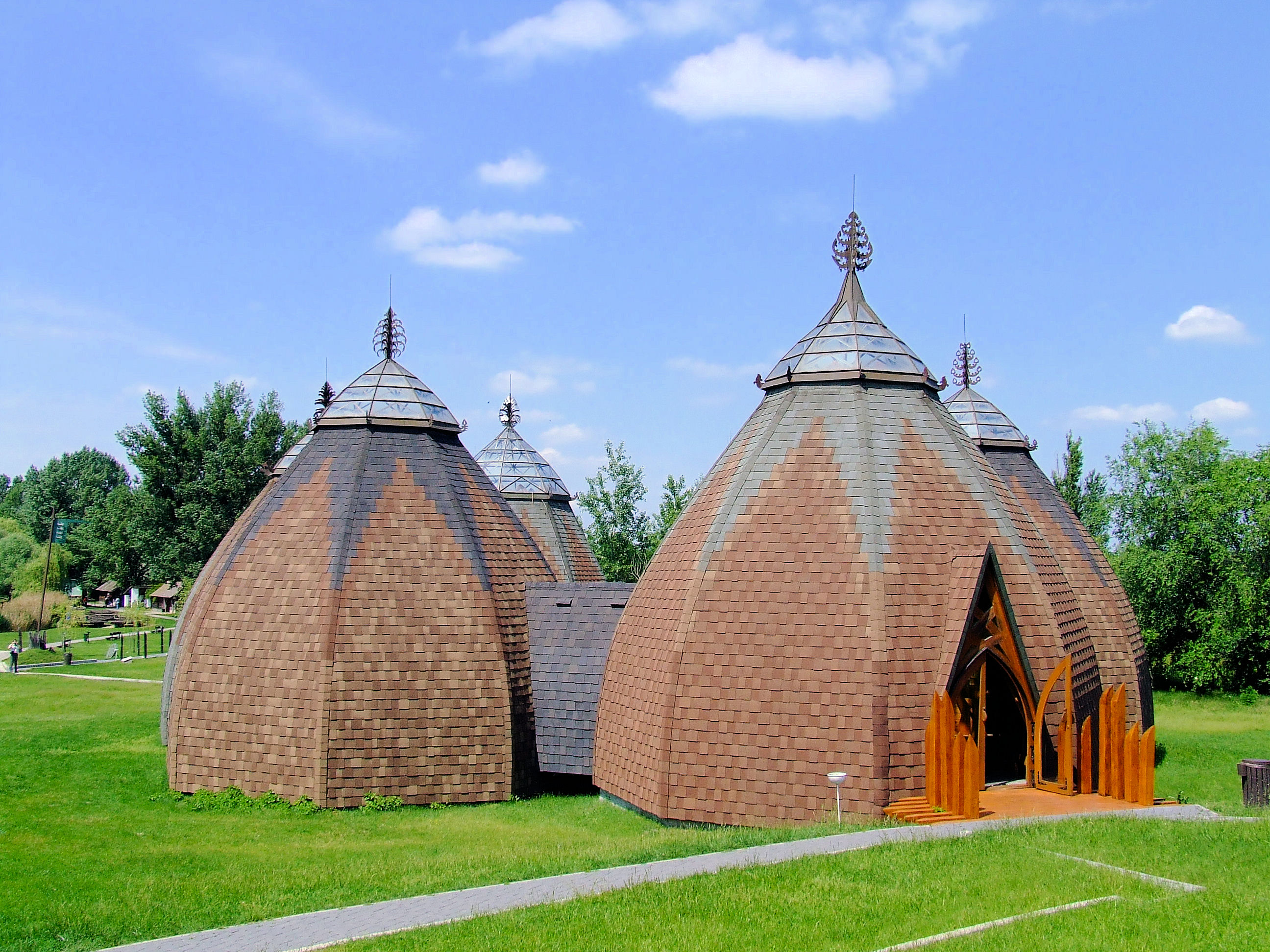
Реформатская церковь (2010)
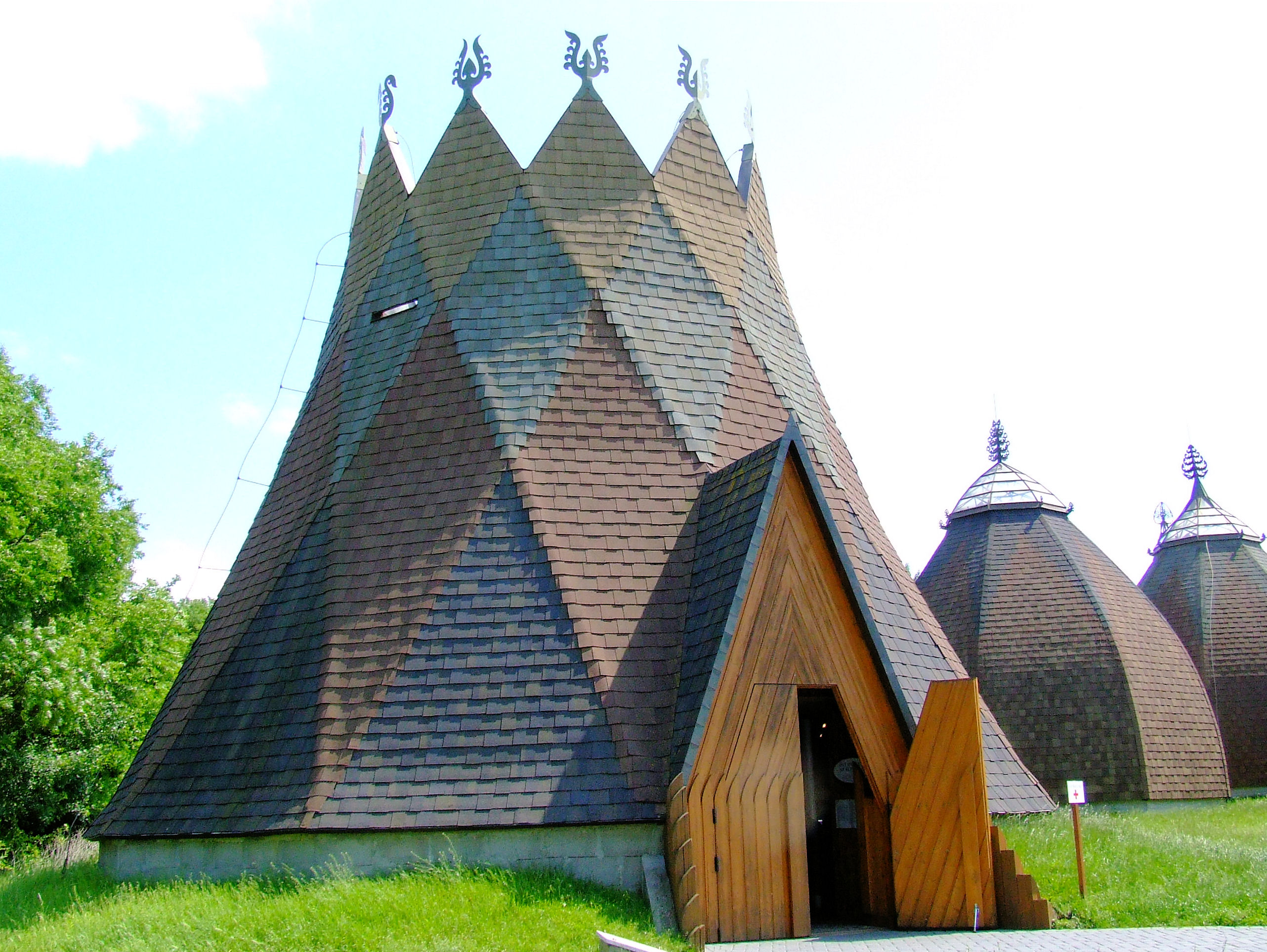
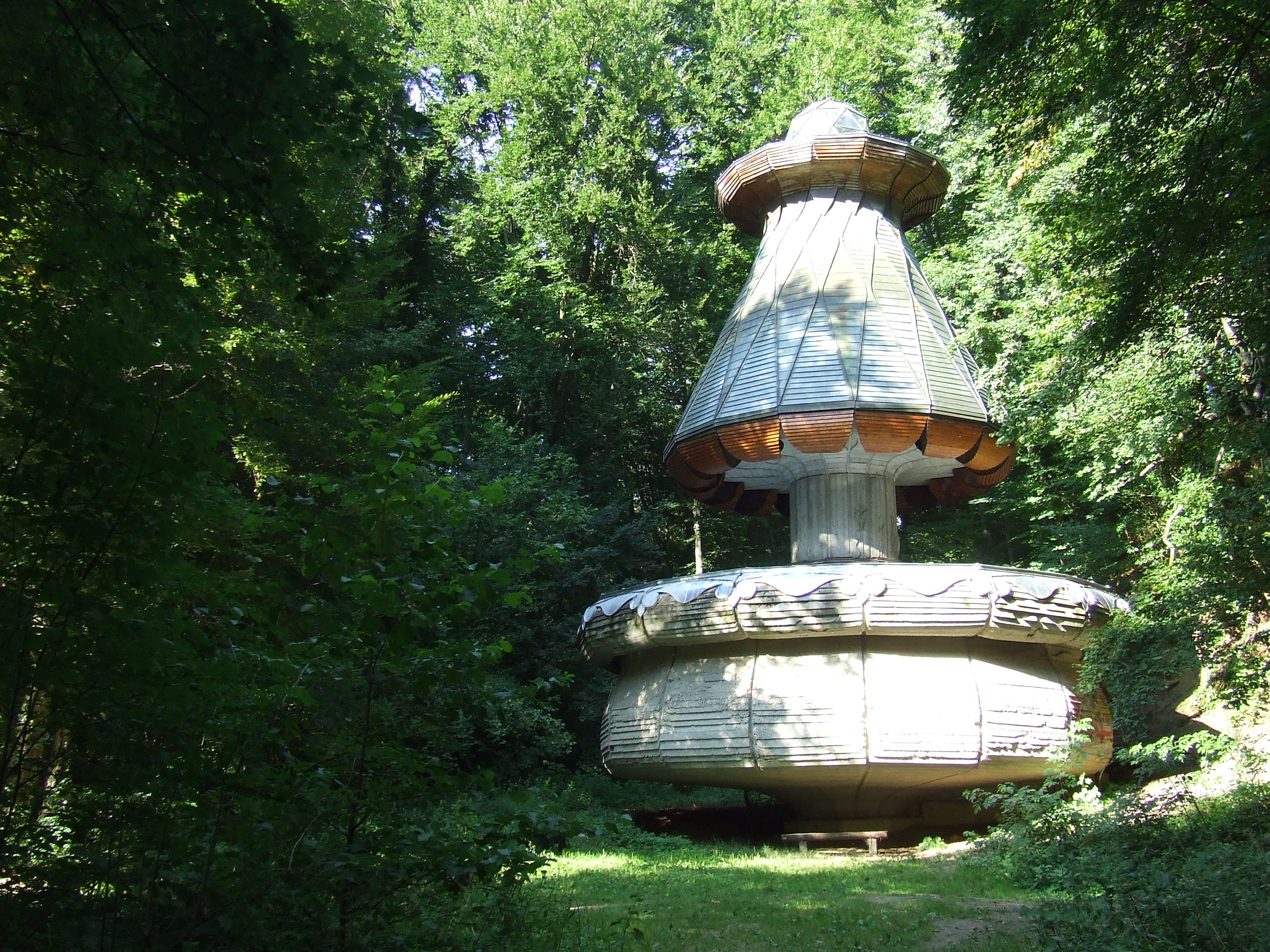
Оформление лесного родника
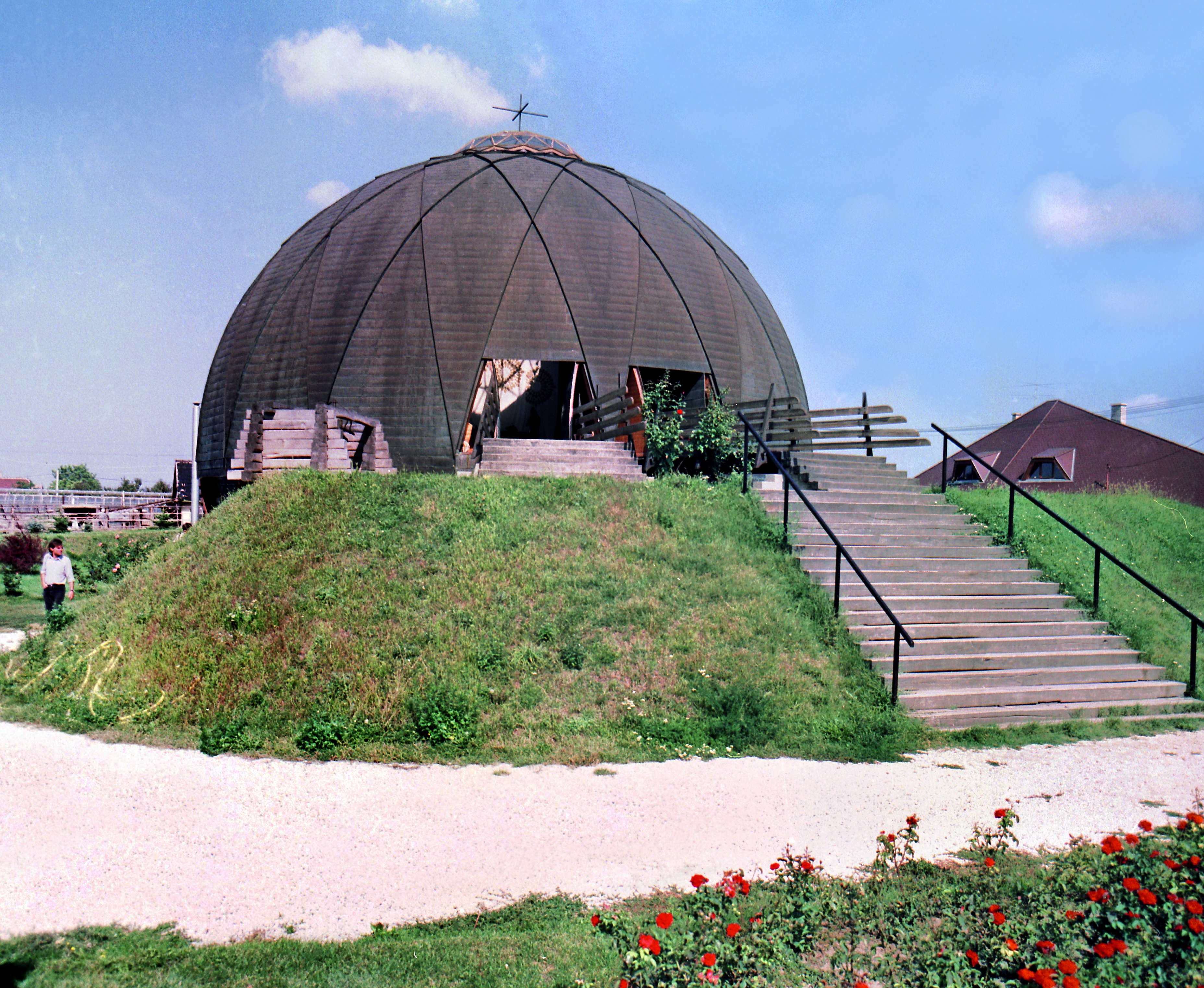
Кирха (1981)